# Basketsim
Basketsim es un videojuego de navegador gratuito en el que el jugador gestiona un equipo de baloncesto.

## Características
Basketsim es un juego gráficamente similar a Hattrick. Sus principales características son:
- Disponible para 60 países

- Cuenta con traducción a 33 idiomas

- Múltiples opciones para reclutar jugadores (youth camp, college, draft, scouts)

- Centro Médico

- Entrenamiento para "Big Men" y "Guards" (Bases y Hombres Altos o Pívots)

- Detallado y ameno informe del partido en tiempo real

- Estadísticas de partidos y de liga

- Partidos de liga, copa nacional, amistosos, selecciones nacionales (adulta y sub-18) y varias copas internacionales

- Foro fácil de usar, del mismo creador del Cupmanager

- Supporter

## Historia
El desarrollo de Basketsim comienza a principios del 2006 y su objetivo fue el aprendizaje en programación del creador (adiego). Durante el principio fue planeado como un juego simple con varias opciones para los usuarios, pero claro eventualmente el juego se ha vuelto más complejo. El desarrollo llevó entre 8-10 meses y el código fue optimizado y analizado varias veces, debido al mayor conocimiento de adiego.

## Campeones Internacionales en Basketsim
| País      | Mundiales | Mundiales U-20 | Champions Series | Cup Winners Series | International Fair Play Cup |
| Bulgaria  |           |                |                  |                    | 1                           |
| Croacia   | 1         | 1              |                  |                    |                             |
| Eslovenia |           | 1              | 6                | 2                  | 2                           |
| Estonia   | 4         | 4              |                  |                    | 1                           |
| Grecia    |           |                |                  | 1                  |                             |
| Israel    | 1         |                |                  |                    |                             |
| Italia    |           |                | 1                |                    | 2                           |
| Letonia   | 1         |                |                  |                    | 1                           |
| Portugal  |           |                | 1                | 1                  | 1                           |
| Rumania   |           |                |                  | 1                  |                             |
| Serbia    |           |                |                  | 2                  |                             |
| España    | 1         |                | 3                |                    |                             |
| Turquía   |           |                |                  | 1                  |                             |
| --------- | --------- | -------------- | ---------------- | ------------------ | --------------------------- |

## Supporter
Basketsim necesita de recursos para mejorar, lo cual se logra gracias a los supporter. Como supporter disfrutas de las siguientes características adicionales:
- Elección de camiseta y logo del equipo

- Puedes ver las caras de los jugadores

- Guardar favoritos, ya sean equipos/usuarios, jugadores/entrenadores, partidos o ligas

- Libro de visitas

- Cuando tus jugadores entrenan puedes saber exactamente cuantos decimales subieron en la habilidad entrenada.

- Cada vez que uno de tus juveniles crece un par de centímetros, recibirás un mensaje.

- Los supporter tienen la posibilidad de jugar la llamada "International Fair Play Cup"

- Puedes ver los trofeos ganados por ti y los otros managers

- No ves publicidad en la página

- Firma para el foro

- Detalladas estadísticas para tu equipo así como también para los otros equipos (mejores equipos, más rico, mayor número de socios, etc.)

- Coleccionar banderas al jugar partidos amistosos

## Posiciones
Hay 5 posiciones en el campo:
- Base (Point Guard (PG)): Normalmente es el hombre más bajo de la cancha, él es el cerebro del equipo. Entre sus cualidades se incluye el control del balón el cual se lo da a los compañeros en el momento correcto y el sitio correcto.

Las habilidades más importantes son: manejo del balón (handling), pases (passing), rapidez (quickness), defensa (defense) y dribling (dribbling).Su altura debe oscilar entre el 185 y los 195cm aunque al superarlas por pocos centímetros no se verá mucha diferencia. Su peso entre 80 y 90 kg.
- Escolta (Shooting Guard (SG)): Él es el prototipo de atacante y ya puedes estar seguro de que es el que más tiros hace a lo largo del partido. Aunque tiene un difícil trabajo en defensa, porque es el que se ocupa directamente de su oponente (SG).

Las habilidades más importantes son: tiro (shooting), defensa (defense), rapidez (quickness) y dribling (dribbling). Su altura debe oscilar entre 190 y 200 cm y peso de 90-95kg
- Alero (Small Forward (SF)): Es el jugador todo terreno. Tanto tira como ayuda a los hombres altos a coger rebotes. También tiene que ser bueno dando asistencias como el PG.

Las habilidades más importantes son: tiro (shooting), defensa (defense), rebotes (rebounds) y pases (passing). Su altura debe estar entre los 195 y 205 cm, de peso 95-105 kg.
- Ala-pívot (Power Forward (PF)): Éste juega normalmente de espaldas a la canasta aprovechando su poderoso físico. Él no es tan alto como un pívot (center (C)) así que es una posición importante tanto en ataque como en defensa.

Las habilidades más importantes son: rebotes (rebounds), pase (passing), defensa (defense) y rapidez (quickness). Su altura debe de estar entre 205 y 210 cm, su peso entre 100-105 kg
- Pívot (Center (C)): Es el jugador más alto y grande de la cancha. Él está debajo de la canasta cogiendo rebotes y haciendo tiros de corta distancia. Él es, normalmente, el último 'muro' de la defensa, para prevenir que el oponente anote.

Las habilidades más importantes son: colocación (positioning), rebotes (rebounds), defensa (defense) y rapidez (quickness). Su altura debe ser mayor de 210 cm y el peso superior a los 105 kg

## Tácticas

### Tácticas en defensa
- Normal: Si no estás seguro de cómo defender, “normal” es una buena táctica a elegir. Los jugadores jugarán en defensa de forma equilibrada, en relación con sus conocimientos generales de baloncesto. Lo único que debe “preocuparte” es que defender “normal” incrementa las posibilidades de que el resultado del partido sea incierto.

- Volver rápido a defender (Sprint back on defence): Al dar estas instrucciones tus jugadores retrocederán para defender nada más perder la pelota. Esto no impedirá los contragolpes del rival cuando haya robado el balón, pero dificultará que los jugadores adversarios consigan posiciones claras de tiro.

- Evitar cualquier canasta (Contest every shot): La idea principal de esta táctica es impedir como sea que el rival tire a canasta. Cada vez que un oponente intente lanzar, tus jugadores tratarán de impedirlo. Como consecuencia, tu equipo realizará más faltas personales. Si los jugadores del banquillo responden adecuadamente y el rival no es muy hábil a la hora de la lanzar tiros libres, quizás esta táctica te dé buenos resultados.

- Cerrar el rebote (Block out and rebound): Con estas instrucciones se consiguen resultados muy equilibrados. Tus jugadores se concentran en coger cada rebote que se produzca, impidiendo así segundos o terceros lanzamientos. Esta orden defensiva es probablemente una de las más difíciles de aplicar.

- Defensa en zona (Protect power zone): Se trata de una táctica muy concreta. Tus jugadores defenderán agresivamente. La idea es impedir el juego interior y las penetraciones a tablero. Es una tarea sumamente difícil. El objetivo de este planteo es lograr una mejor distribución de las faltas a lo largo del partido.

- Presión en toda la cancha (Wear out the oponents): Si tus jugadores están en buena forma física puedes probar que el contrario se fatigue. Para conseguirlo, no hay nada como presionar en toda la cancha para que el ritmo del partido sea rápido. Hay muchas posibilidades de que el rival pierda la pelota con más frecuencia de lo normal, pero recuerda que tus jugadores acabaran el partido cansados y probablemente necesitarán un descanso.

### Tácticas en ataque
- Normal: Ni tiene ventajas ni contrapartidas. O sea, que es la táctica aconsejable cuando no se sabe muy bien qué hacer.

- Leer la defensa (Read the defense): “Piensa antes de actuar. Intenta tomar ventaja de los puntos débiles de la defensa”. Esto es lo que les dirás a los jugadores al seleccionar esta táctica y conseguirás que cometan menos pérdidas de balón.

- Jugar rápido (Fast early breakes): Se trata de subir la pelota al campo rival antes de que el adversario pueda posicionarse en defensa. Si tus jugadores son rápidos conseguirán realizar más tiros de lo habitual.

- Tiros lejanos (Distance shooting): Tus jugadores intentarán lanzar desde el perímetro con mayor frecuencia. En consecuencia, hay más posibilidades de que también el rival lance más de tres para intentar nivelar la contienda. La táctica, por esto, solo funcionará si tienes mejor tiro lejano que el rival.

- Penetraciones (Try to penetrate): Al decir a tus jugadores que penetren más, debes esperar que se produzcan más jugadas de contacto. Pueden suceder dos cosas: que tus jugadores carguen a los contrarios de personales o que sufras más pérdidas de balón. La habilidad requerida es dribling.

- Machacar los tableros (Crash de boards): Muchos consideran que el rebote ofensivo hace ganar los partidos. Si eres unos de ellos, ésta es tu táctica. Pero ten cuidado con el rival. Si tiene buenos reboteadores y además ha elegido la táctica defensiva “Cerrar el rebote”, quizás te salga el tiro por la culata.